# Serbische Eishockeyliga 2020/21
Die Saison 2020/21 der Serbischen Eishockeyliga  war die 15. Spielzeit der höchsten Eishockey-Spielklasse Serbiens. Meister wurde der SKHL Roter Stern.

## Teilnehmer
| Mannschaft       | Stadt    | Vorjahresplatzierung    | Heimarena             | Kapazität |
| ---------------- | -------- | ----------------------- | --------------------- | --------- |
| SKHL Roter Stern | Belgrad  | Meister                 | Ledena dvorana Pionir | 2.000     |
| HK Vojvodina     | Novi Sad | Vizemeister (Play-offs) | Ledena dvorana SPENS  | 1.623     |
| HK Red Team      | Belgrad  | Dritter Platz           | Ledena dvorana Pionir | 2.000     |

## Hauptrunde
| Pl. |                  | Sp | S | OTS | OTN | N | Tore  | Diff. | Punkte |
| 1.  | SKHL Roter Stern | 8  | 7 | 1   | 0   | 0 | 64:11 | +53   | 23     |
| 2.  | HK Vojvodina     | 8  | 4 | 0   | 1   | 3 | 35:28 | +5    | 13     |
| 3.  | HK Red Team      | 8  | 0 | 0   | 0   | 8 | 13:71 | −58   | 0      |

Abkürzungen: Pl. = Platz, Sp = Spiele, S = Siege: 3 Punkte, OTS = Siege nach Verlängerung (Overtime): 2 Punkte, OTN = Niederlagen nach Verlängerung: 1 Punkt, N = Niederlagen, Diff. = Differenz

Erläuterungen: Sieger der Hauptrunde, Qualifikation für das Play-off-Finale, Qualifikation für das Play-off-Finale, Saison beendet

## Play-offs

### Finale
Die Finalspiele wurden im Modus Best-of-Three ausgetragen.
1. Runde: 20. März 2021
2. Runde: 23. März 2021

|                          | Serie |                       | 1   | 2   | 3 | Gesamt |
| SKHL Roter Stern Belgrad | 2:0   | HK Vojvodina Novi Sad | 6:3 | 6:1 | − | 12:4   |